# Osiedle Żegrze
Osiedle Żegrze – osiedle administracyjne Poznania (od 1 stycznia 2011 roku), obejmujące teren we wschodniej części miasta.

## Granice administracyjne[1]
Osiedle Żegrze graniczy:
- z Osiedlem Rataje (granica – Rondo Żegrze – ulica Żegrze – ulica Inflancka – ulica Pawia – ulica Morzyczańska – ulica Piłsudskiego – ulica Inflancka)
- z Osiedlem Chartowo (granica – ulica Bolesława Krzywoustego)
- z Osiedlem Krzesiny-Pokrzywno-Garaszewo (granica – trasy linie kolejowej nr 352 i 394)
- z Osiedlem Starołęka-Minikowo-Marlewo (granica – ulica Garaszewo – Rondo Żegrze)

## Podział
Podział w Systemie Informacji Miejskiej
Według Systemu Informacji Miejskiej Osiedle Żegrze jest podzielone na dwie jednostki obszarowe:
- Żegrze
  - Osiedle Orła Białego
  - Osiedle Stare Żegrze
  - Osiedle Polan
- Rataje (częściowo)

## Siedziba Rady Osiedla
Adres rady osiedla
Zespół Szkół z Oddziałami Integracyjnymi nr 1, os. Stare Żegrze 1

## Komunikacja
Osiedle obsługują autobusy MPK Poznań linii 152, 174 i 184 oraz linia nocna 218.

## Galeria zdjęć

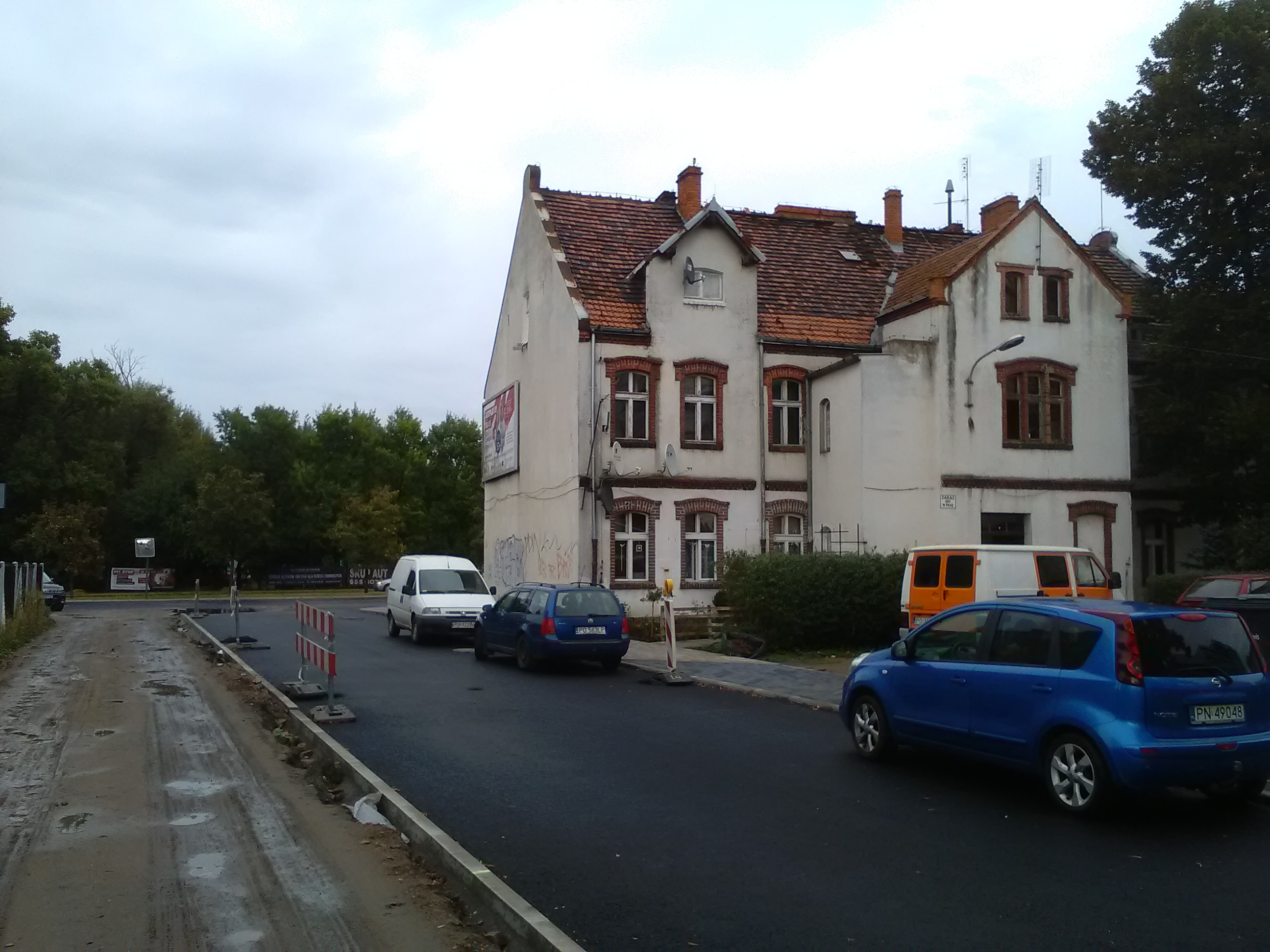
Bamberski Dom Kaniewskich, przy skrzyżowaniu ulicy Morzyczańskiej z ulicą Piłsudskiego
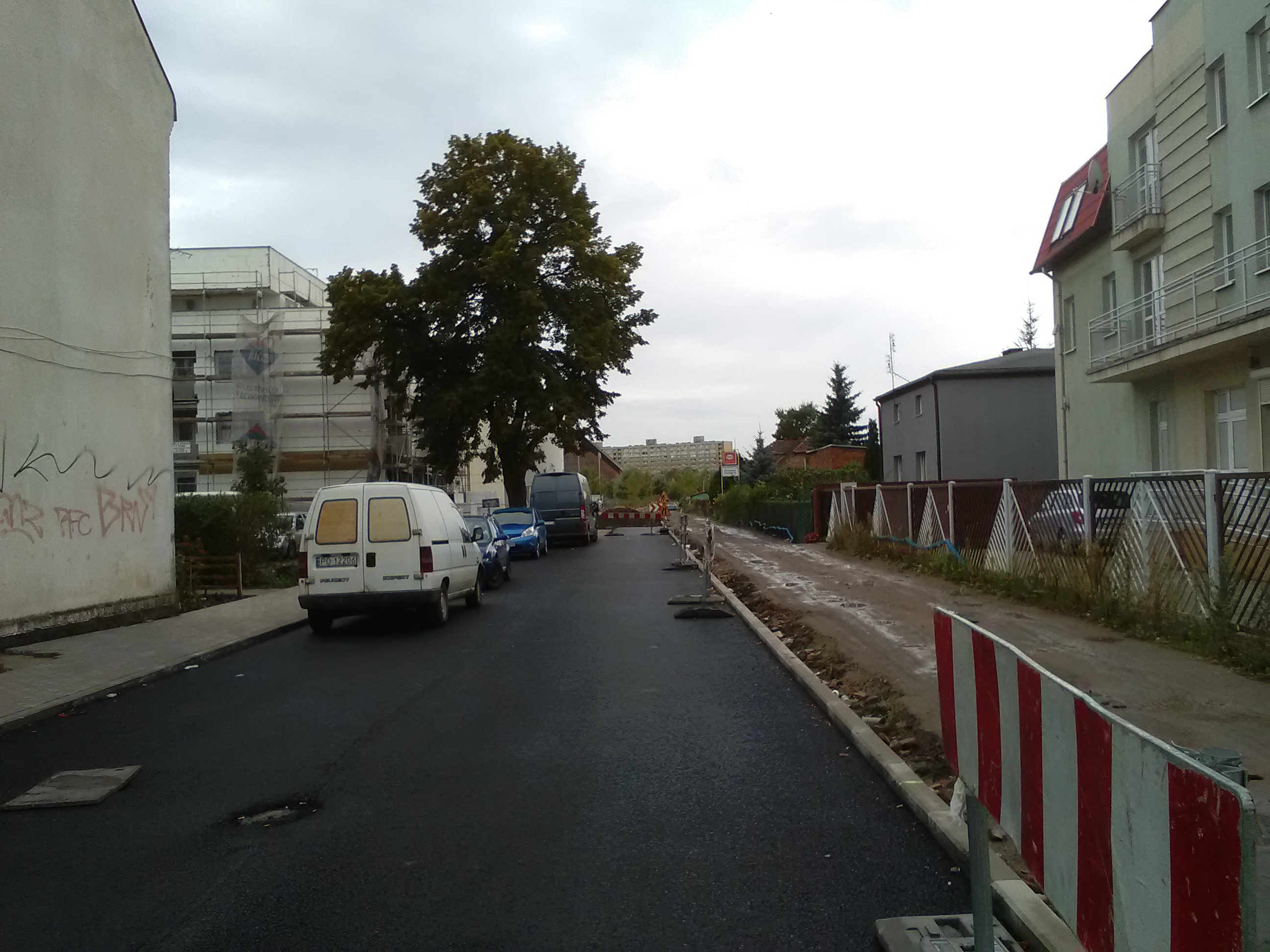
Ulica Morzyczańska stanowiąca fragment umownej granicy pomiędzy osiedlami administracyjnymi Żegrze i Rataje (2016)